# Dentaliidae
Famille
Les Dentaliidae sont une famille de mollusques, de l'ordre des Dentaliida.

## Liste des genres
Selon World Register of Marine Species (25 février 2015) :
- genre Antalis H. Adams & A. Adams, 1854
- genre Coccodentalium Sacco, 1896
- genre Compressidentalium Habe, 1963
- genre Dentalium Linnaeus, 1758
- genre Eudentalium Pislbry & Sharp, 1897
- genre Fissidentalium P. Fischer, 1885
- genre Graptacme Pilsbry & Sharp, 1897
- genre Lentigodentalium Habe, 1963
- genre Paradentalium Cotton & Godfrey, 1933
- genre Pictodentalium Habe, 1963
- genre Plagioglypta Pilsbry in Pilsbry & Sharp, 1898
- genre Schizodentalium G. B. Sowerby III, 1894
- genre Striodentalium Habe, 1964
- genre Tesseracme Pilsbry & Sharp, 1898

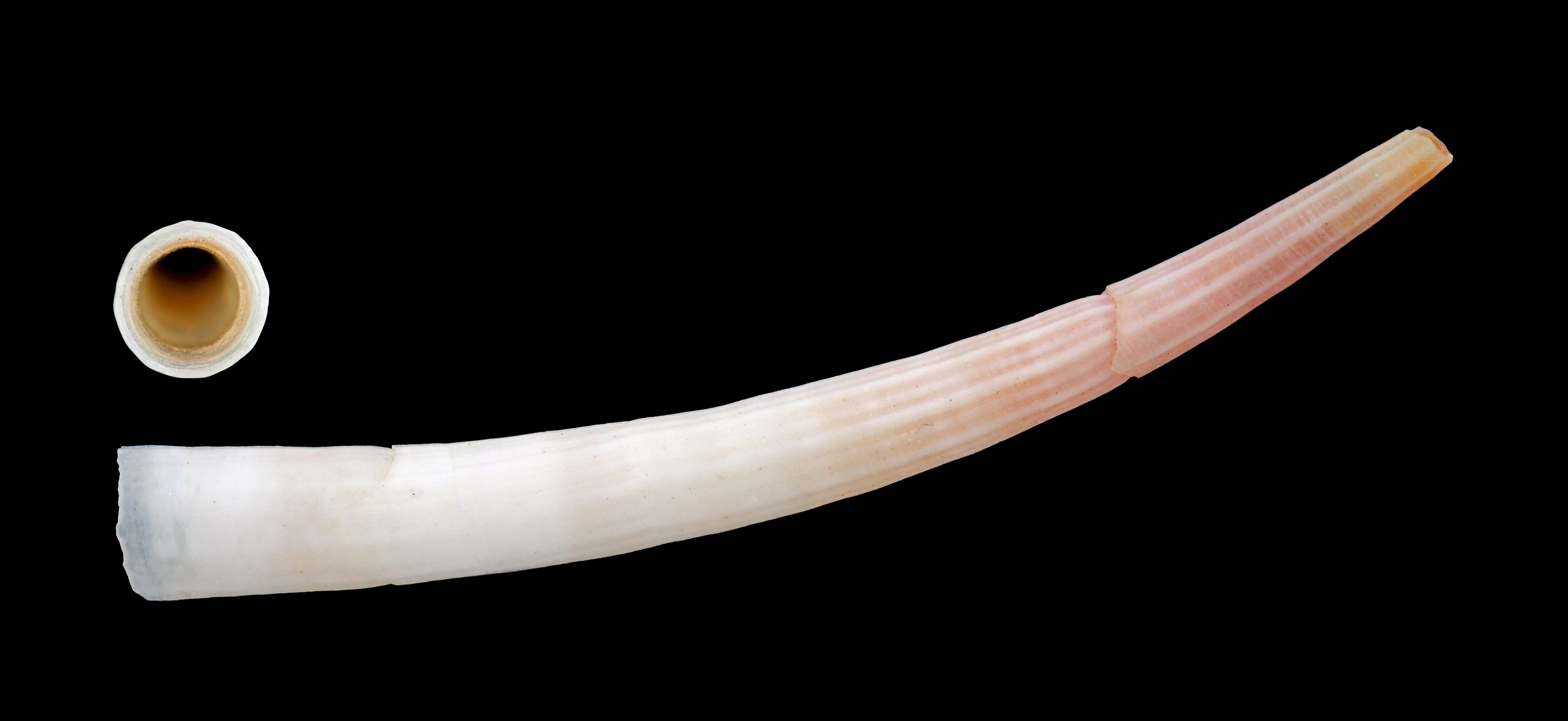
Antalis inaequicostata
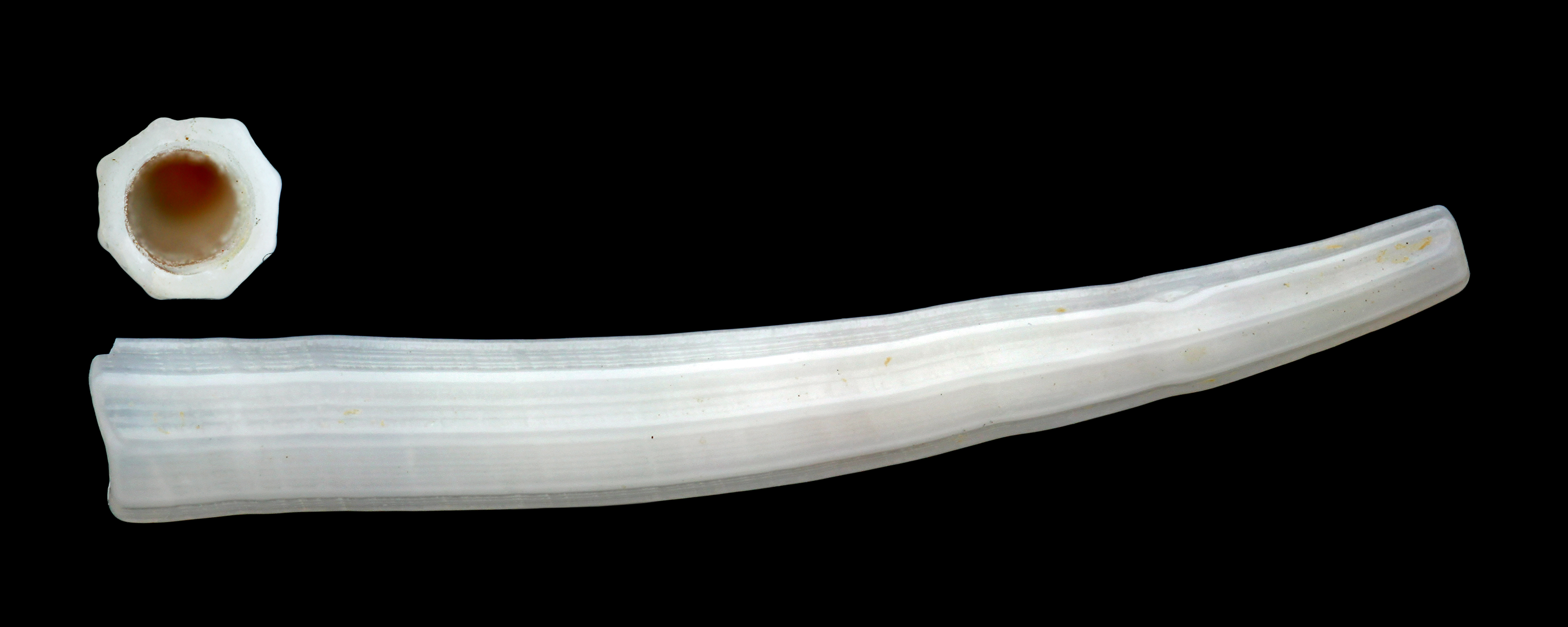
Dentalium octangulatum
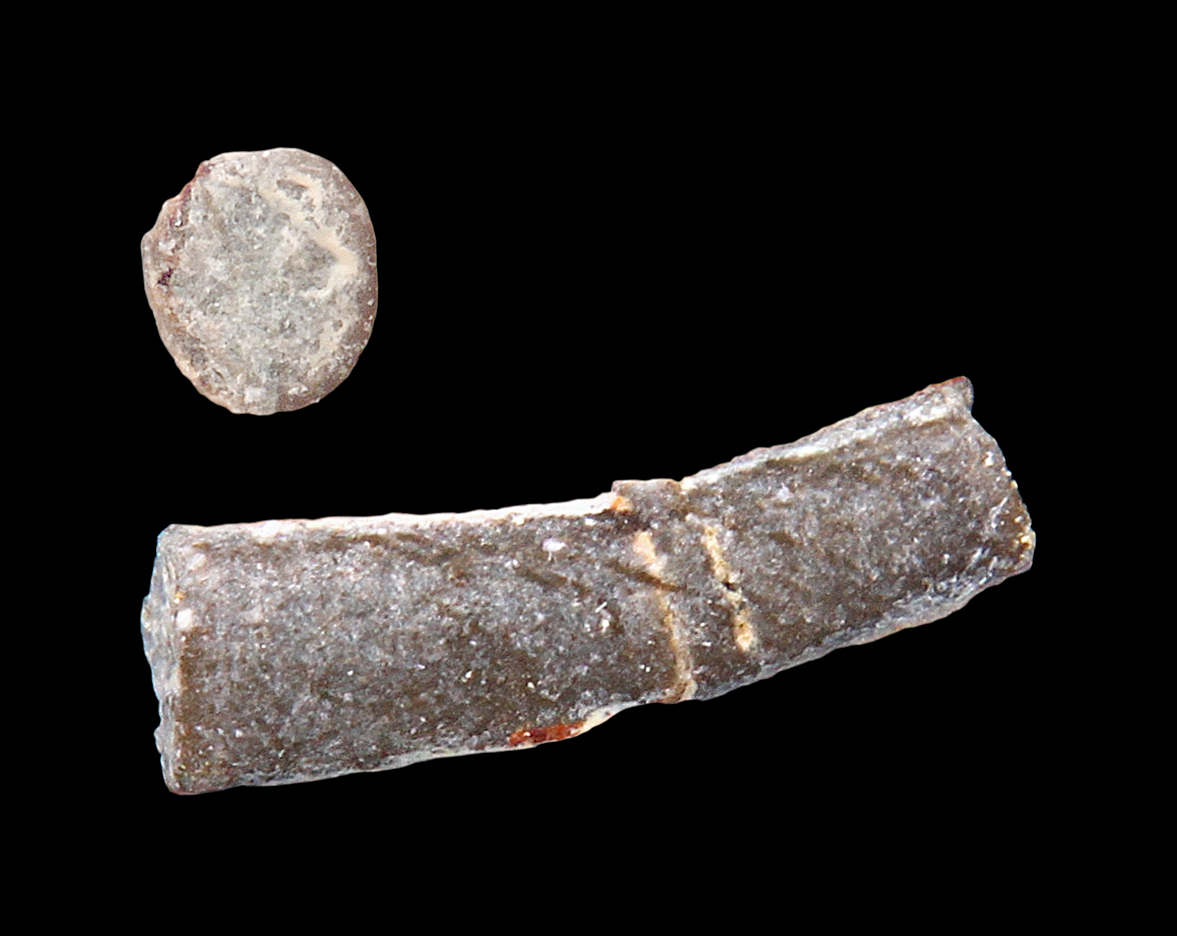
Entalis laevis
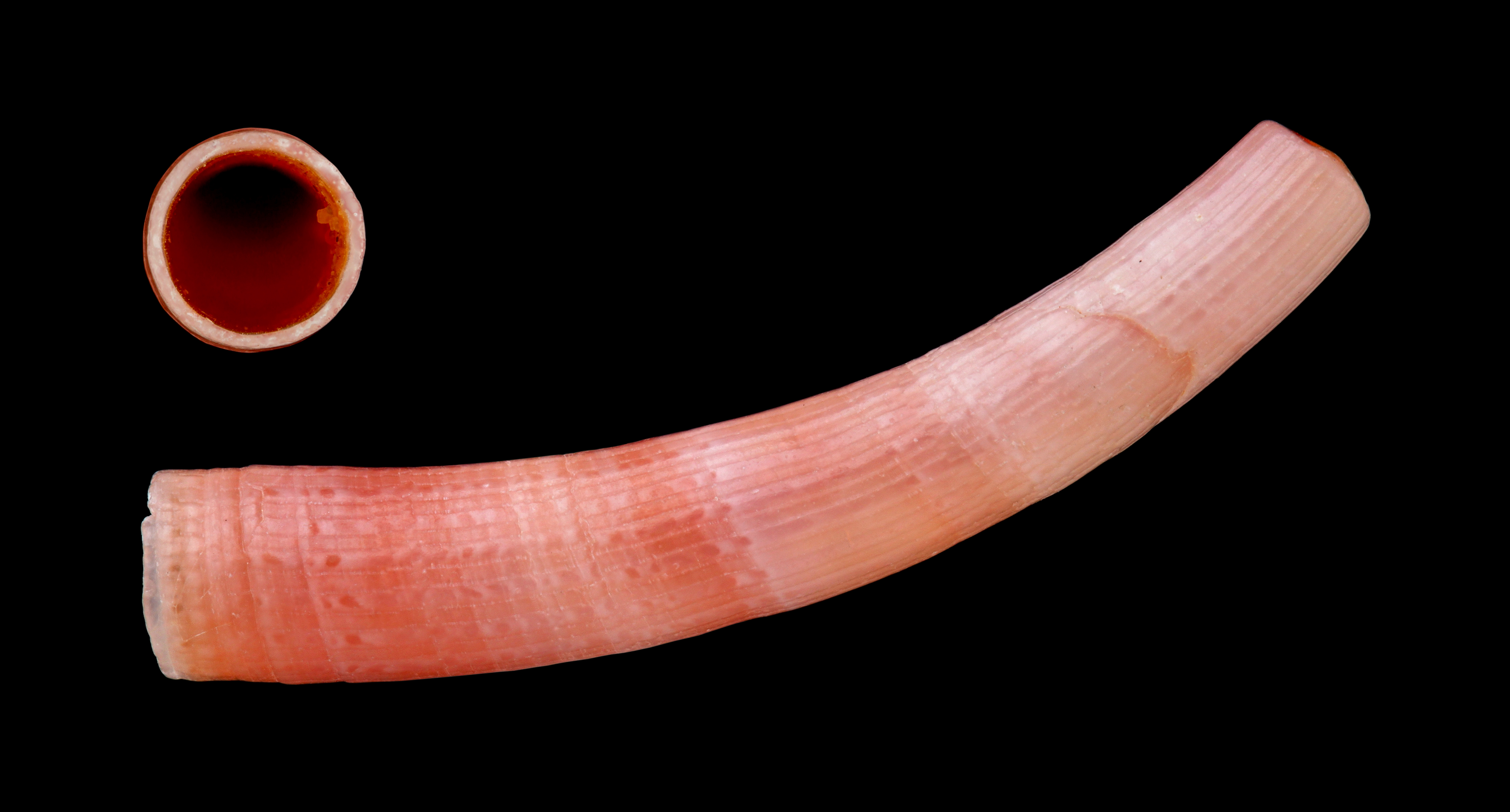
Graptacme marchadi
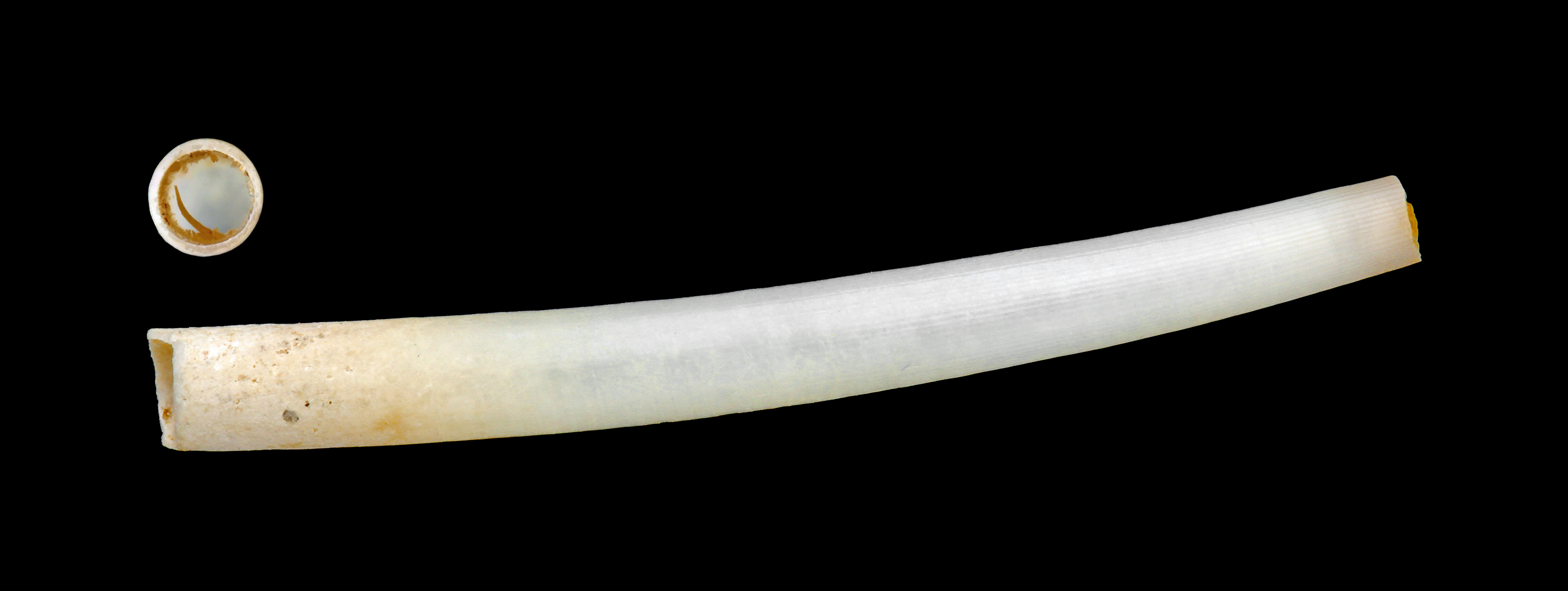
Paradentalium disparile